# Innungskinderbuch

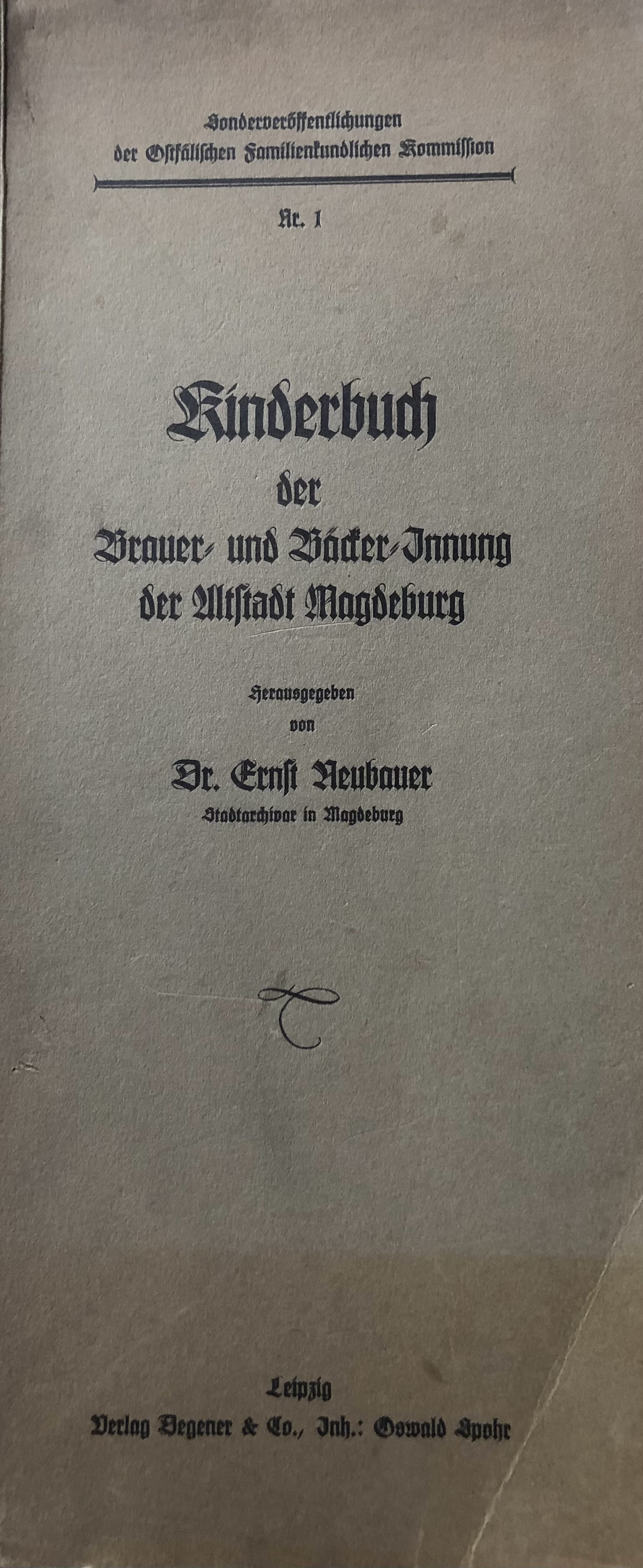
Titel des Kinderbuchs der Brauer- und Bäcker-Innung der Altstadt Magdeburg von 1928

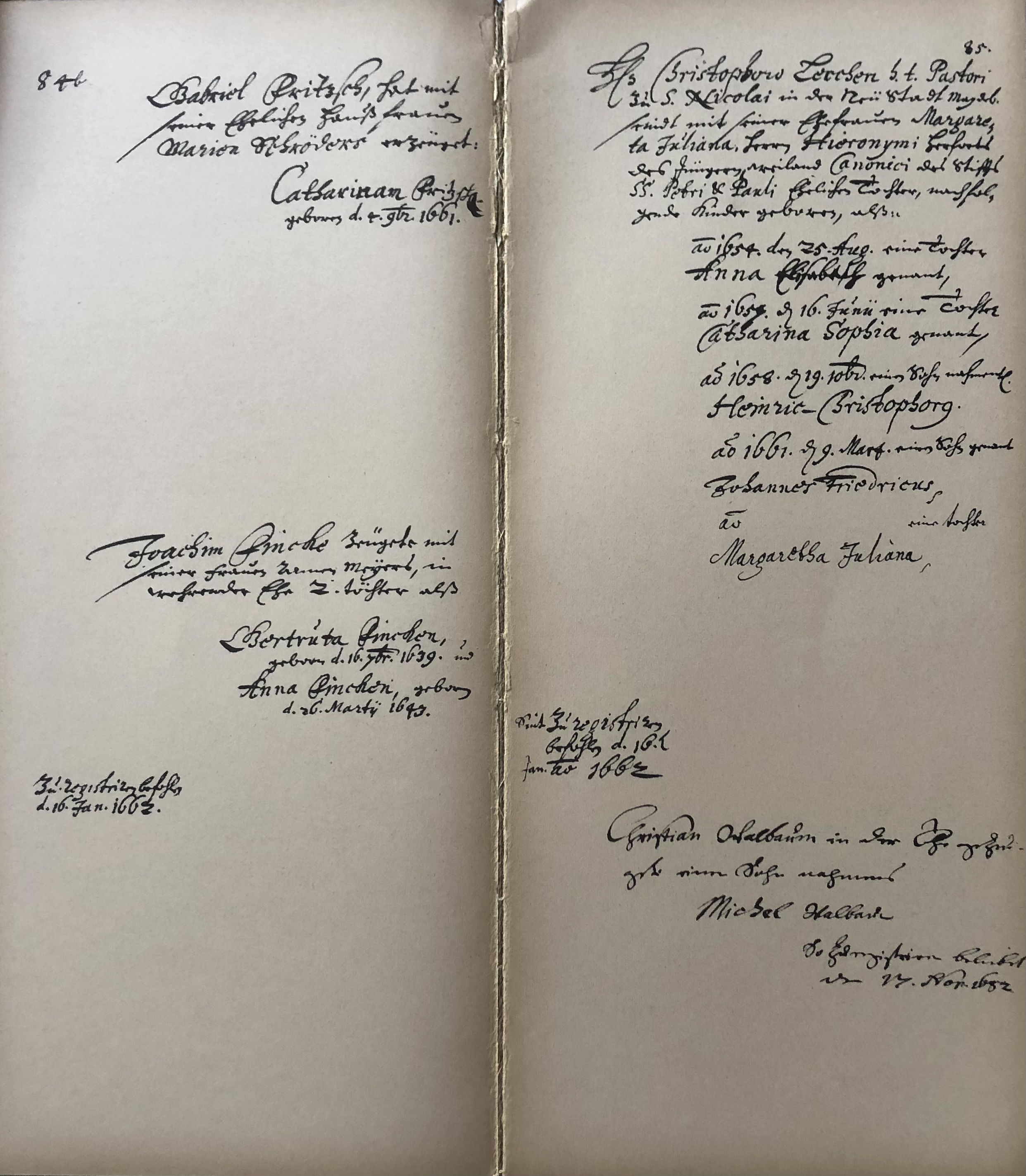
Einträge aus dem Jahr 1662 im Kinderbuch der Brauer- und Bäckerinnung

Ein Innungskinderbuch, zumeist schlicht Kinderbuch genannt, ist ein Buch, in das Mitglieder einer Innung ihre Kinder eintragen ließen, um ihnen damit urkundlich für den Zeitpunkt ihrer Volljährigkeit die Innungsmitgliedschaft zu sichern.
Diese Bücher sind aufgrund der speziellen rechtlichen und historischen Situation eine Besonderheit der Stadt Magdeburg im 17. Jahrhundert.
Die älteste überlieferte Anlegung eines solchen Buchs geht auf das Jahr 1634 für die Brauer- und Bäckerinnung der Stadt Magdeburg zurück. Hintergrund der Entstehung ist dabei die Zerstörung der Stadt Magdeburg im Jahr 1631, bei der der größte Teil der städtischen Bevölkerung umkam oder fliehen musste, ein Großteil der Bebauung der Stadt zerstört wurde und auch sämtliche Innungsarchive und sonstige Akten und Aufzeichnungen der Stadt verloren gingen. Vermutlich wurden vor 1631 auch in Magdeburg keine speziellen Innungskinderbücher geführt. Es war aufgrund der Zerstörungen jedoch erforderlich, die Personenstände und Rechtsverhältnisse aus den Kenntnissen der Überlebenden zu rekonstruieren und festzuhalten. So wurden nach und nach von einigen Innungen Kinderbücher angelegt. Zum Ende des 17. Jahrhunderts hatte sich das Erfordernis durch die wieder funktionierende übliche Verwaltung erübrigt, so dass die Bücher dann nicht fortgeführt wurden.
Innungskinderbücher sind nur von den größeren Innungen der Stadt überliefert. Es wird vermutet, dass für die kleineren Innungen die Anlegung solcher Verzeichnisse für unnötig gehalten wurde.
Da auch Kinder längere Zeit nach ihrer Geburt noch nachgetragen wurden, gehen einzelne Einträge auf die Zeit vor der Zerstörung Magdeburgs im Jahr 1631 zurück. Die Bücher haben insbesondere für familiengeschichtliche Forschungen Bedeutung.

## Einzelne Innungskinderbücher
Die Anlage und Führung folgender Innungskinderbücher ist überliefert:
- Kinderbuch der Brauer- und Bäcker-Innung Magdeburg, 1634 angelegt, geführt bis 1697.

Es wurde zunächst vom Seidenkrämer Johann Dencker, dann vom Bürgermeister Gottfried Rosenstock, später vom Gastwirt zum Goldenen Ring, Emanuel Bloetner (auch Pletner oder Plettner), und schließlich vom Münzmeister Johann Elers (auch Ehler) geführt. Die ersten vier Seiten des Buchs fehlen allerdings, so dass tatsächliche Einträge erst ab 1647 überliefert sind. Mehrere Seiten im Inneren des Buchs sind leer und waren wohl als Reserve für die mögliche Geltendmachung alter Ansprüche vorgesehen. Aufbewahrt wurde das Buch wohl im Innungshaus der Brauer- und Bäckerinnung. Im Magdeburger Stadtarchiv wurde das Buch unter der Signatur A 192 registriert. Das Kinderbuch wurde 1928 vom Magdeburger Stadtarchivar Ernst Neubauer herausgegeben.
- Kinderbücher der Seidenkrämerinnung Magdeburg, 1637 angelegt, ein weiteres ab 1670 geführt.

- Kinderbuch der Kaufleute-Brüderschaft Magdeburg, 1647 angelegt.

Die Brüderschaft war im Haus Zum Lindwurm ansässig. Das Kinderbuch wurde 1902 von der Handelskammer als Rechtsnachfolgerin veröffentlicht.